# ألبا برلين
ألبا برلين (بالإنجليزية: Alba Berlin)‏ هو فريق كرة سلة ألماني تأسس في 1991 يقع في برلين، ألمانيا. يلعب في الدوري الألماني لكرة السلة والدوري الأوروبي لكرة السلة. حقق أكثر من 20 بطولة مختلفة.

## وصلات خارجية
- الموقع الإلكتروني